# Poppy Harlow

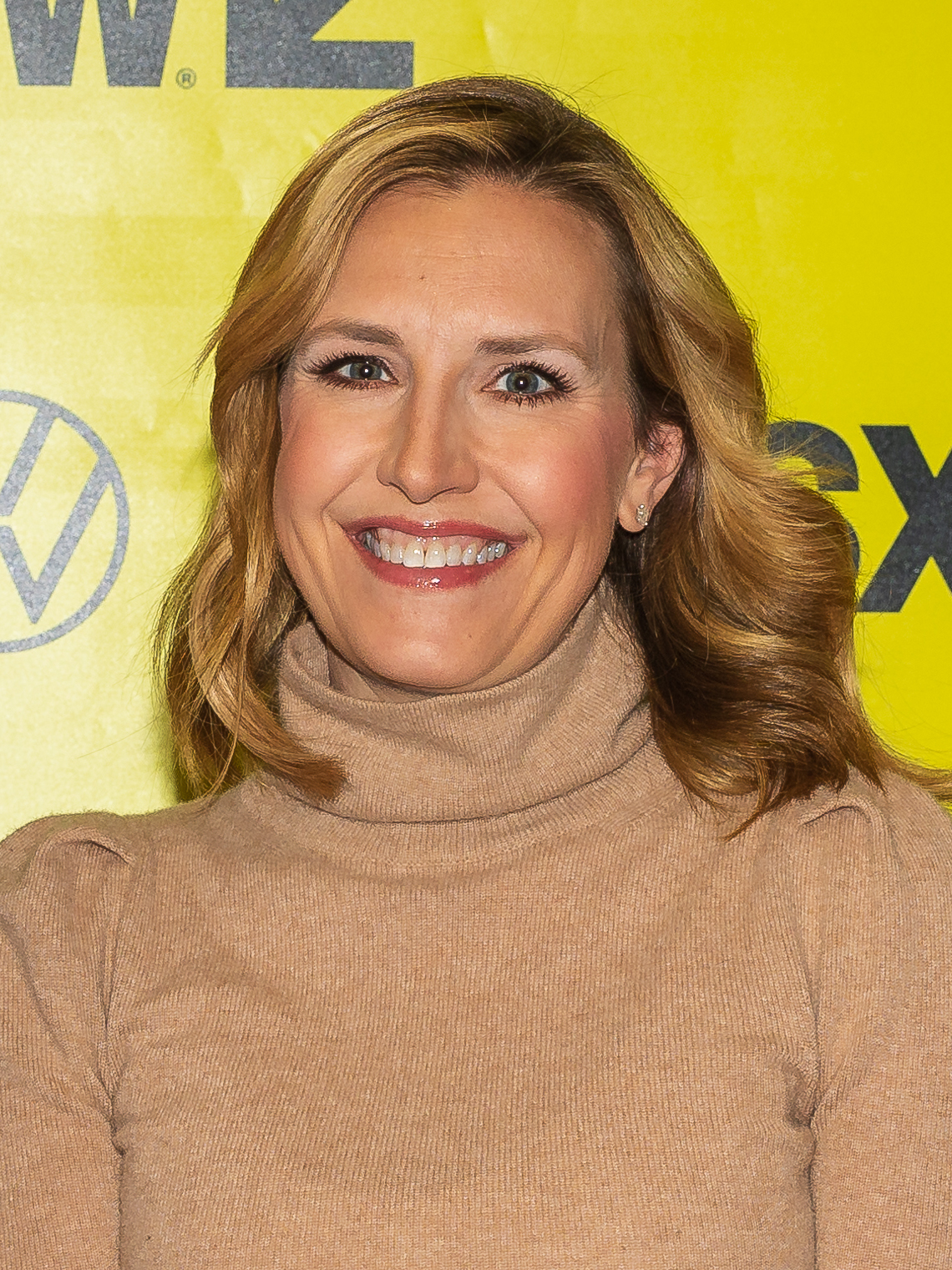
Poppy Harlow (2022)

Poppy Harlow (* 2. Mai 1982 in Minneapolis, Minnesota als Katharine Julia Harlow) ist eine US-amerikanische Journalistin und Anchorwoman beim Fernsehsender CNN. Sie ist Co-Moderatorin der Morgensendung CNN This Morning.
Harlow wuchs in Minneapolis auf. Sie absolvierte ihr Studium in Political Science and Middle Eastern Studies an der Columbia University mit Magna Cum Laude. 2022 erwarb sie einen Master of Studies in Law an der Yale Law School.
Seit 2008 arbeitet sie für CNN, unter anderem als Moderatorin und Wirtschaftskorrespondentin für CNNMoney.com, CNN, CNN International und HLN.
Ab dem 6. Februar 2017 waren Poppy Harlow und Jim Sciutto Moderatoren von CNN Newsroom. Seit dem 1. November 2022 ist sie Anchorwoman der Morgensendung CNN This Morning, zunächst gemeinsam mit Don Lemon und Kaitlan Collins, seit August 2023 zusammen mit Phil Mattingly.